# Catrine Parish Church

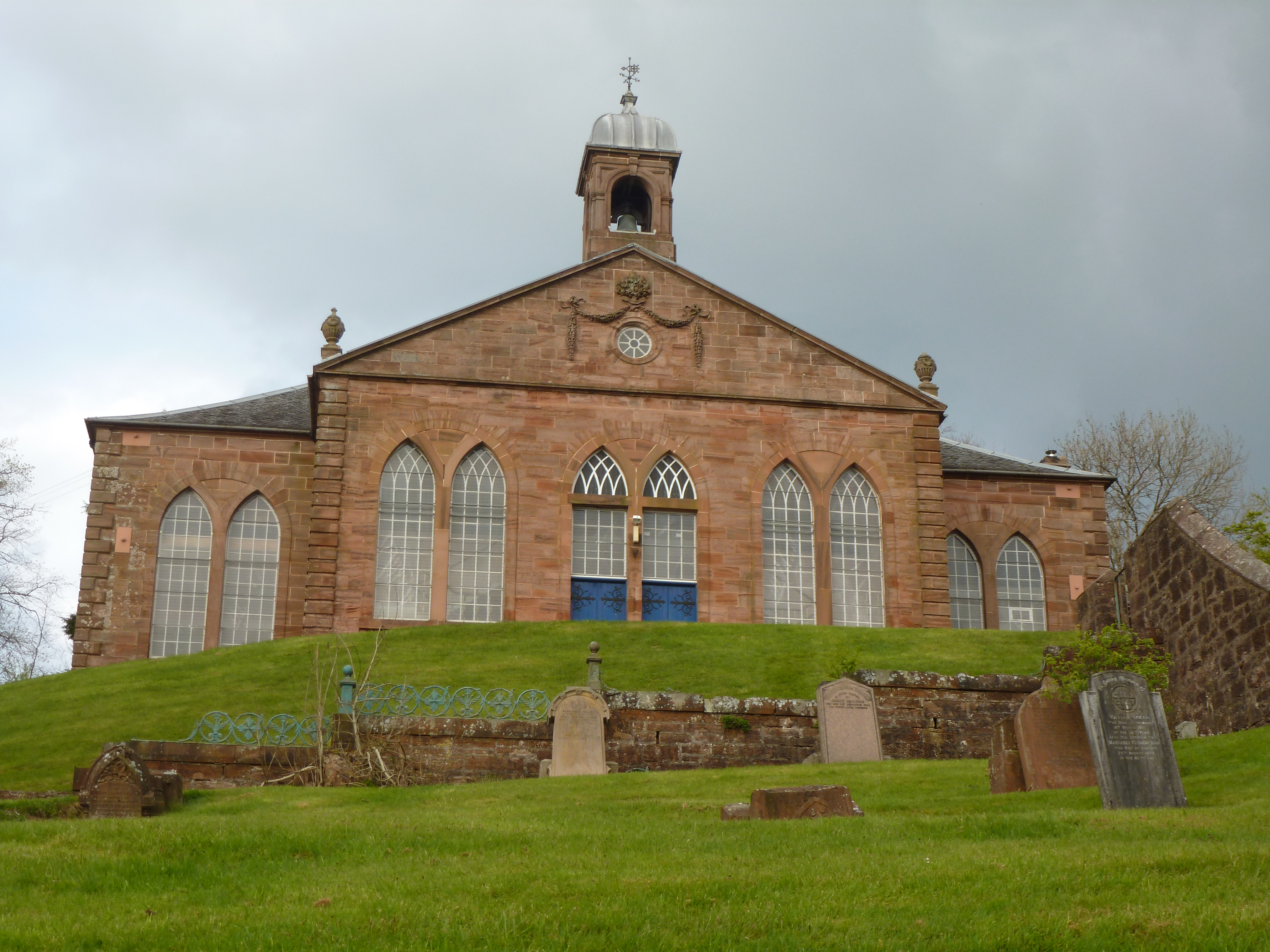
Catrine Parish Church

Die Catrine Parish Church ist ein Kirchengebäude der presbyterianischen Church of Scotland in der schottischen Ortschaft Catrine in der Council Area East Ayrshire. 1971 wurde das Bauwerk in die schottischen Denkmallisten in der höchsten Denkmalkategorie A aufgenommen.
Als Stifter der 1792 erbauten Kirche tritt Sir Claud Alexander hervor. Im Jahre 1871 wurde die Catrine Parish Church zur Pfarrkirche des neueingerichteten Parishs Catrine ernannt. Im Laufe der Jahre wurde das Gebäude insgesamt viermal renoviert und modernisiert. Eine Orgel von Harrison & Harrison wurde 1882 installiert. Die Kirche ist bis heute in Verwendung.

## Beschreibung
Die klassizistische Saalkirche liegt in erhabener Position am Nordwestrand von Catrine. Sie überblickte einst die umliegenden Textilmühlen im Tal des Irvine, die wenige Jahre vor der Kirche entstanden waren. Die südexponierte Frontseite ist symmetrisch aufgebaut. Das vorspringende zentrale Bauteil ist mit Dreiecksgiebel und weiten Spitzbogenfenstern gearbeitet. Bei diesen handelt es sich um Sprossenfenster mit klarer Verglasung. Auf der Giebelfläche sitzt ein giebelständiger Dachreiter mit Geläut auf.